# 德尤普維卡灣
德尤普維卡灣是南極洲的海灣，位於呂佐夫-霍爾姆灣西南部，處於博特內塞特半島和德尤普維克內塞特半島之間，該海灣根據挪威探險隊拍攝的空中照片被繪入地圖。
69°44′S 37°54′E / 69.733°S 37.900°E